# Pharmacie du Cerf
La Pharmacie du Cerf est un monument historique situé à Strasbourg, dans le département français du Bas-Rhin.

## Localisation
Ce bâtiment est situé aux 11, rue Mercière et au 10, place de la Cathédrale à Strasbourg.

## Historique
La première mention d’un apothicaire établi sur la place en face de la cathédrale date du 5 avril 1268. Le 15 août de cette même année, le quartier est ravagé par un incendie, ce qui conduit à la reconstruction de l’échoppe entre 1298 et 1300. Celle-ci est ensuite régulièrement mentionnée dans les sources écrites et un acte de fondation de messe anniversaire de 1368 précise l’emplacement à l’angle entre la rue et la place, confirmant l’identification de l’immeuble. De la première mention en 1268 à 1398, la boutique est tenue par la même famille d’apothicaires : Heinrich Philippi, son fils Hesso et son petit-fils Hesselin. Il s’agit d’une famille disposant d’un certain pouvoir, certains de ses membres occupant par ailleurs des fonctions au Grand Sénat ou ayant la charge de Stettmeister.
Les Philippi quittent les lieux à la fin du XIVe siècle et la maison n’est alors plus occupée par des apothicaires, mais semble servir uniquement d’habitation ; c’est notamment là qu’habite en 1432 Aeneas Sylvius Piccolomini. Un nouvel incendie en 1466 détruit plus de la moitié de la maison, ce qui entraîne une nouvelle campagne de reconstruction entre 1467 et 1469, pendant laquelle de nouveaux bâtiments sont également construits sur le site.
Une trentaine d’années plus tard, vers 1497, a lieu une troisième phase de travaux, pendant laquelle la maison d’angle et celle donnant sur la rue Mercière, qui étaient jusqu’alors séparées, sont réunies pour former un seul bâtiment. Cette réunion permet de créer un vaste rez-de-chaussée à vocation commerciale, avec de grandes ouvertures sur l’extérieur et une riche décoration sculptée. Des apothicaires semblent à nouveau occuper les lieux à partir du début du XVIe siècle, mais il n’est pas certain que cette présence ait été permanente, la maison étant parfois appelée dans les sources « l’ancienne pharmacie ». Cette confusion est probablement liée au fait qu’à cette date la maison est entre les mains de plusieurs propriétaires, à la fois merciers et apothicaires, qui se partagent l’espace commercial.
L’édifice prend sa forme définitive à la fin du XVIe siècle. Déjà dans la seconde moitié du XVIe siècle, le soutien de l’encorbellement de l’angle est renforcé par la mise en place de colonnes en pierre vers 1567 et le bâtiment donnant sur la rue Mercière est reconstruit vers 1577. Mais c’est surtout vers 1598 qu’on lieu de grands travaux : vers cette date Albrecht Wessner achète la maison d’angle et obtient le 24 avril 1598 la permission de la réunir aux deux bâtiments qu’il possède déjà de part et d'autre de celle-ci. La densité du bâti semble avoir été augmentée à la même époque par la construction d’un nouveau bâtiment dans la cour. L’activité d’apothicaire devient alors permanente sur le site et l’échoppe porte en 1635 le nom Zu guldinen Hirsch (« Au cerf d’or »).
Vers le milieu du XVIIe siècle, la pharmacie est acquise par les Spielmann, une autre dynastie d’apothicaires. Outre la fonction commerciale au rez-de-chaussée, le premier étage accueille au XVIIIe siècle la salle de cours de Jacques Reinbold Spielmann, professeur de botanique et de médecine à la Faculté de médecine de Strasbourg, dont Goethe est l’un des élèves. En 1713, les Spielmann achètent également la maison accolée du côté de la rue Mercière, donnant à la parcelle son extension maximale. Les travaux réalisés à cette occasion sont toutefois relativement mineurs et se limitent au percement de portes de communication entre les deux bâtiments, bien qu’il y ait eu également une réfection de l’ensemble des façades, peut-être pour leur donner un aspect plus homogène. C’est également au XVIIIe siècle, vers 1730, que le nom de l’enseigne devient Hirschenapothek, « Pharmacie du Cerf »..
Le bâtiment semble toutefois avoir été progressivement délaissé à partir de la fin du XVIIIe siècle, la municipalité, qui le considère insalubre et dangereux, cherchant à le détruire en 1818. Le projet se heurte toutefois à l’opposition de la veuve de Charles François Spielmann et aucune destruction n’est effectuée. La maison change toutefois de mains peu de temps après et des propriétaires différents se succèdent tout au long du XIXe siècle.
L'édifice fait l'objet d'un classement au titre des monuments historiques depuis 1936 étendu en 1937 et enfin d'une inscription au titre des monuments historiques depuis 2000.